# Ndamvo
Ndamvo est un village du Cameroun, situé dans la commune de Kobdombo, le département du Nyong-et-Mfoumou et la région du Centre.

## Population
En 1961, Ndamvo comptait 196 habitants, principalement des Yebekolo. Lors du recensement de 2005, on y a dénombré 249 personnes.